# 1616 en science
| Années de la science : 1613 - 1614 - 1615 - 1616 - 1617 - 1618 - 1619    |
| Décennies de la science : 1580 - 1590 - 1600 - 1610 - 1620 - 1630 - 1640 |

Cet article présente les faits marquants de l'année 1616 en science.

## Événements

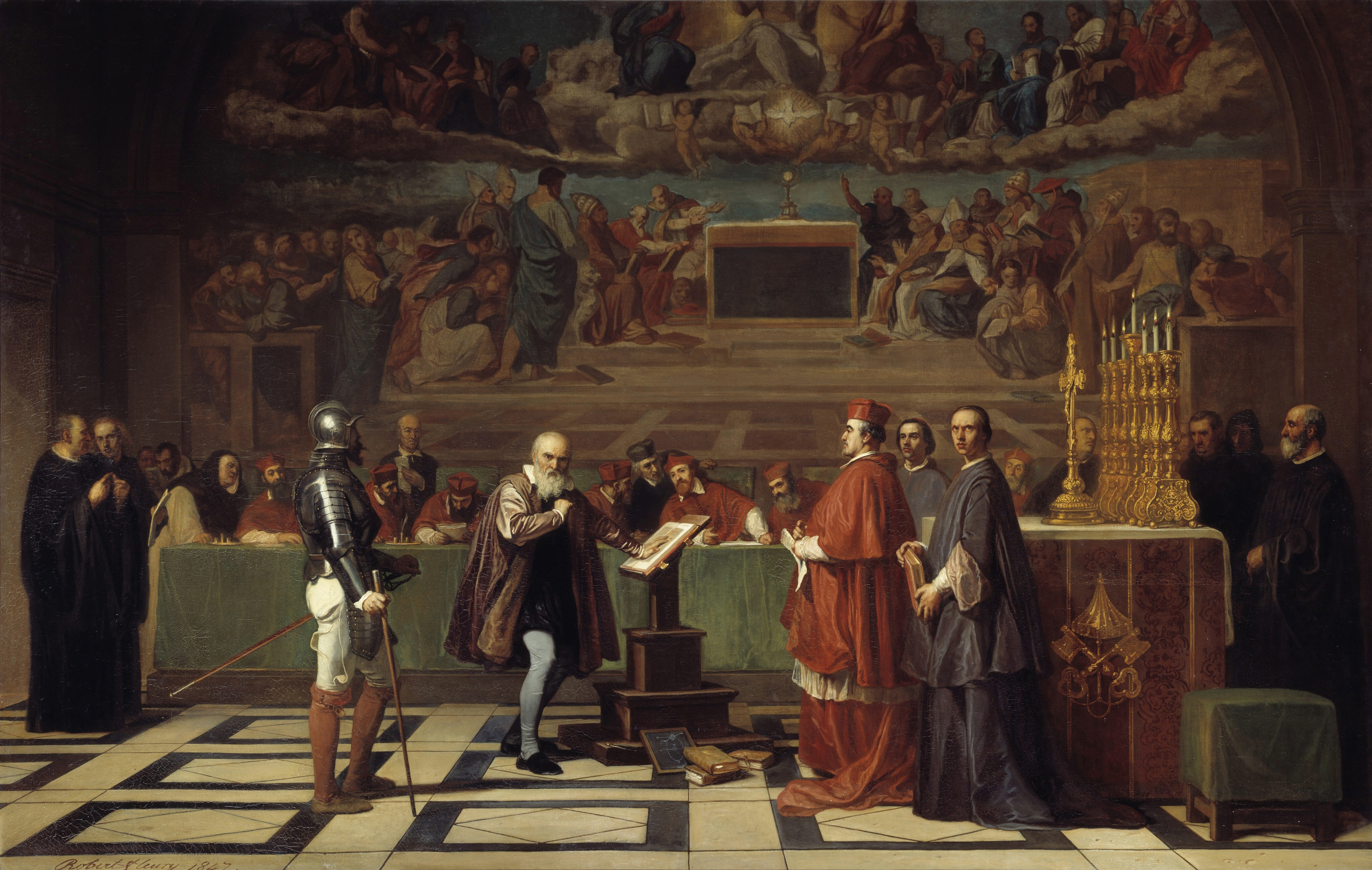
Galilée devant le Saint-Office

- 8 janvier : Galilée envoie sa théorie des marées (Discorso del Flusso e Reflusso) au cardinal Orsini[1].
- 24 février : le Saint-Office condamne la théorie héliocentriste de Nicolas Copernic ; le 26 février, Galilée est interdit d'enseigner et de soutenir les thèses coperniciennes[2].
- 5 mars : l'ouvrage de Copernic (1473-1543) est interdit de lecture, par la Congrégation pour la doctrine de la foi, « jusqu'à sa correction » (faite en 1620) : neuf propositions, selon lesquelles le système héliocentrique est présenté comme certain, seront omises ou modifiées[2]. De revolutionibus orbium coelestium de Copernic continue à être enseigné à l’université de Cracovie par ses disciples[3].

- Le médecin anglais William Harvey démontre la circulation du sang dans l'organisme[4].
- Fabio Colonna démontre de façon convaincante que les glossopètres sont des dents de requin fossiles[5].

## Publications
- Ulisse Aldrovandi : De quadrupedibus solidipedibus, Bologne, 1616, posthume ;
- Henry Briggs : A Description of an Instrumental Table to find the part proportional, devised by Mr Edward Wright, Londres, 1616, 1618, in-duodecimo ;
- Jan Brożek : Dissertatio astronomica, 1616 ;
- Fabio Colonna : De glossopetris dissertatio, 1616 ;
- Rembert Dodoens : Praxis medica, 1616, posthume ;
- Paul Guldin : Refutatio eleuchi calendarii Gregoriani a Setho Caltisio conscripti, Mayence, 1616, in-4° ;
- Grégoire de Saint-Vincent : Cometis, 1616 ;
- Michael Sendivogius : Traité du soufre (Tractatus de sulphure), 1616.

## Naissances

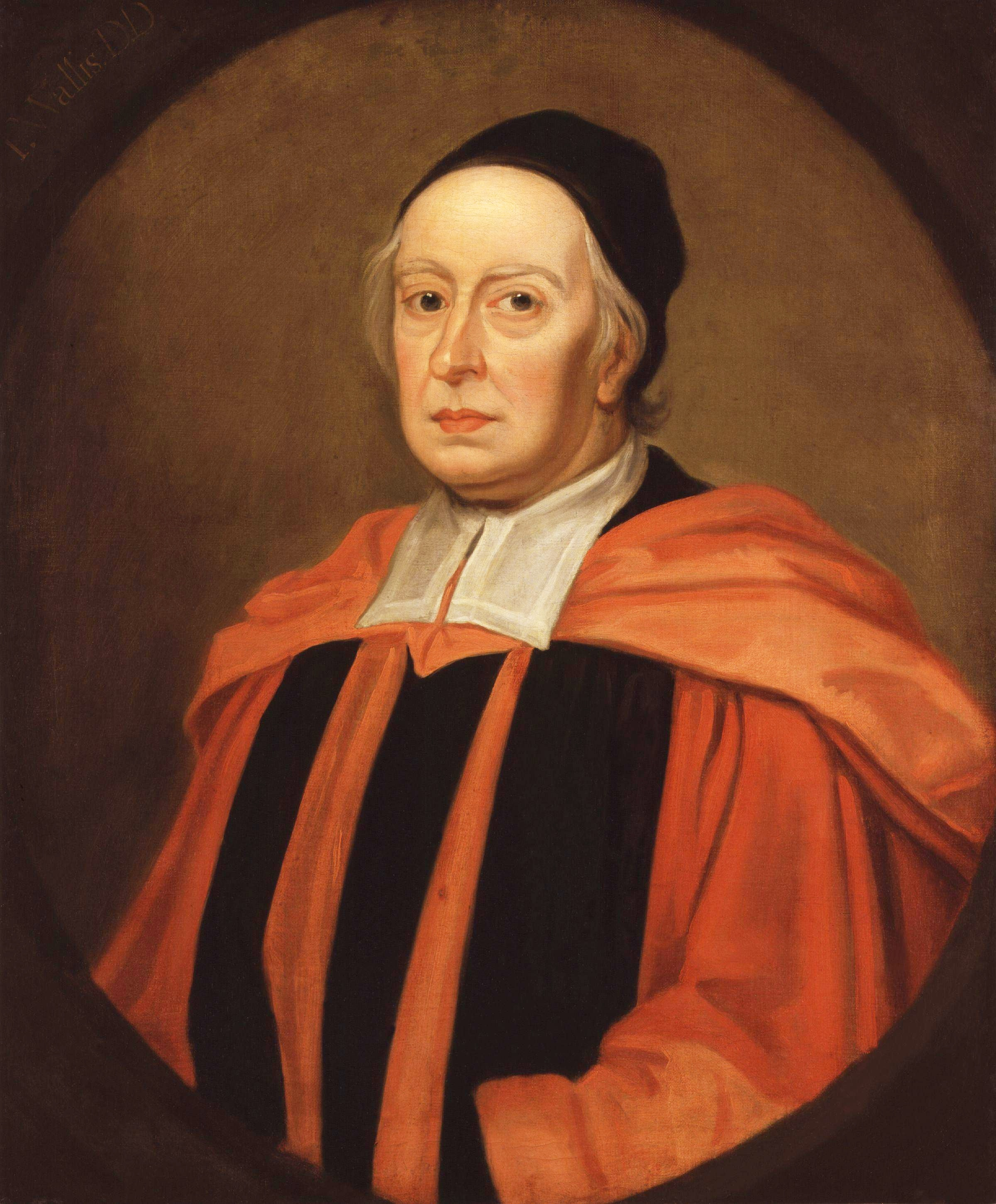
John Wallis

- 23 novembre : John Wallis (mort en 1703), mathématicien anglais.
- Kamalakara (mort en 1700), astronome et mathématicien indien.
- John Kersey (mort en 1677), mathématicien anglais.

## Décès
- David Rivault de Flurence (né en 1571), homme de lettres et mathématicien français.
- 3 mars : Mathias de l'Obel (né en 1538), botaniste flamand.
- 25 juillet : Andreas Libavius (né en 1550), chimiste et médecin allemand.
- 27 octobre : Johannes Praetorius (né en 1537), professeur de hautes mathématiques à Wittemberg puis à Altdorf, non loin de Nuremberg

- Guillaume de Baillou (né en 1538), médecin français.